# Shuri Aono
Shuri Aono (japanisch 青野 朱李 Aono Shuri; * 3. Juli 2000) ist eine japanische Leichtathletin, die sich auf den Sprint spezialisiert hat.

## Sportliche Laufbahn
Erste internationale Erfahrungen sammelte Shuri Aono im Jahr 2018, als sie bei den U20-Weltmeisterschaften in Tampere mit 24,60 s im Halbfinale im 200-Meter-Lauf ausschied und mit der japanischen 4-mal-400-Meter-Staffel mit 3:36,70 min den Finaleinzug verpasste. Bei den IAAF World Relays 2019 in Yokohama belegte sie mit der 4-mal-200-Meter-Staffel in 1:34,57 min den vierten Platz und stellte damit einen neuen Landesrekord auf. Anschließend gelangte sie bei den Asienmeisterschaften in Doha mit der 4-mal-100-Meter-Staffel mit 44,95 s auf den sechsten Platz. 2023 verhalf sie der 4-mal-100-Meter-Staffel bei den Asienmeisterschaften in Bangkok zum Finaleinzug und trug somit zum Gewinn der Silbermedaille bei und mit der 4-mal-400-Meter-Staffel belegte sie in 3:35,26 min den vierten Platz.

## Persönliche Bestleistungen
- 100 Meter: 11,53 s (+1,5 m/s), 16. April 2022 in Hiratsuka
- 200 Meter: 23,44 s (−0,2 m/s), 11. September 2022 in Kyōto
- 400 Meter: 54,87 s, 8. Oktober 2017 in Matsuyama